# Parlement des arbres (Berlin)

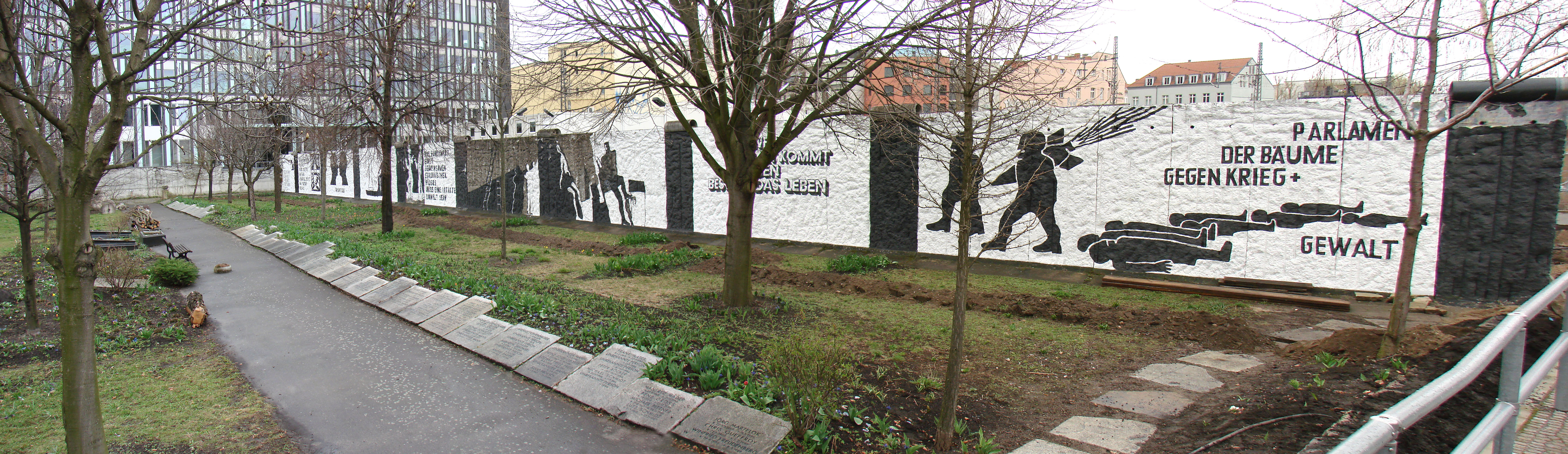
Le Parlement des arbres, contre la guerre et la violence, près de la Spree au centre de Berlin.

Le Parlement des arbres, également Parlement des arbres contre la guerre et la violence, est un mémorial en hommage aux victimes liées au mur de Berlin, créé le 9 novembre 1990 par l'artiste Ben Wagin (de).

## Installation

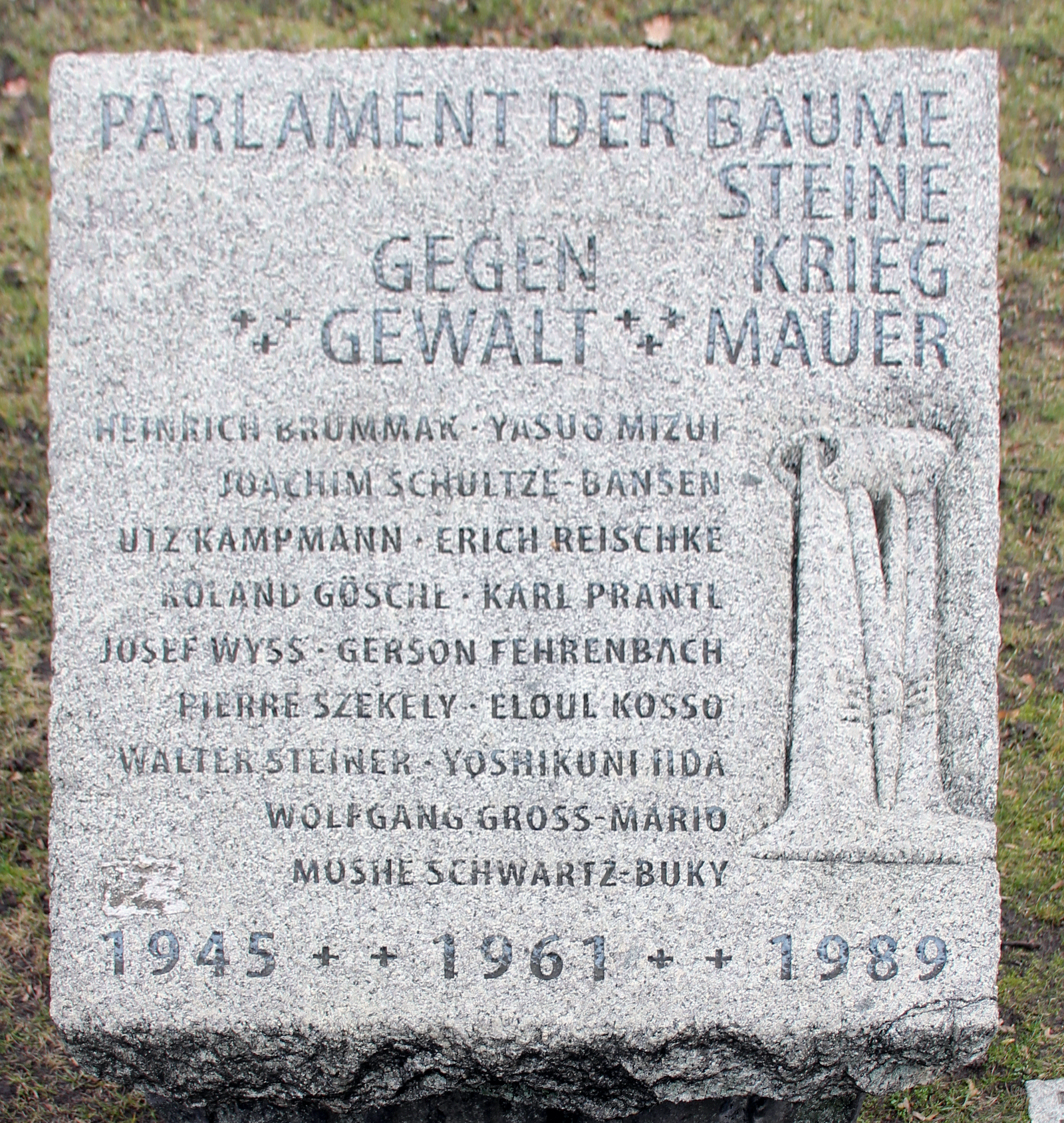
Plaque commémorative

Wagin a installé le mémorial sur l'ancien no man's land, à la frontière entre la RDA et la RFA, en face du parlement de Berlin, sur la rive orientale de la Spree. Ce mémorial contient des pierres commémoratives, des photos, des posters, ou encore des vestiges des anciennes fortifications frontalières. Plusieurs artistes ont travaillé sur les différentes pièces d'exposition. Plusieurs arbres et fleurs furent plantés.
Le socle du mémorial est composé d'anciens segments du Mur, sur lesquels a été peint le nombre de victimes pour chaque année entre 1961 et 1981. 
Le 3 octobre 1997, Wagin alluma 999 torches retraçant le parcours du Mur de Berlin.

## Modification
En raison du déplacement du gouvernement allemand de Bonn à Berlin, plusieurs bâtiments fédéraux furent construits près du Parlement allemand.
L'un de ces bâtiments, le Marie-Elisabeth-Luders-Haus, s'est ainsi étendu sur le territoire du Parlement des arbres. Le mémorial fut alors adapté à la taille du bâtiment.